# Rugby a 13
Il rugby a 13 o rugby a XIII (in inglese rugby league; in francese rugby à XIII) è uno sport di squadra.
Nacque nel 1895 da una scissione del rugby propriamente detto, che da quel momento, per distinguersi dalla nuova disciplina, fu noto come rugby union o rugby a 15.
Il motivo della scissione fu di natura economica: i club del nord dell'Inghilterra sostenevano la necessità di garantire un rimborso spese ai giocatori come accadeva già nel calcio, mentre i club dell'area di Londra e delle contee tradizionaliste si opponevano a qualsiasi ipotesi di professionalizzazione del gioco.
Dall'Inghilterra il gioco si diffuse in Francia e prese piede nell'Emisfero Sud, soprattutto in Australia; in Papua Nuova Guinea è sport nazionale.
Rugby a XIII e rugby a XV hanno due organismi di governo differenti e indipendenti l'uno dall'altro e in passato, specialmente per volontà del XV, vi fu quasi totale impermeabilità tra le due discipline: infatti, stante la natura professionistica del XIII, strenuamente contrastata dall'International Rugby Football Board - organo di governo del XV - che giunse a irrogare pesanti squalifiche a chiunque collaborasse a eventi sportivi di rugby a XIII, i due mondi furono separati per un secolo, fino all'adozione anche nel XV del professionismo.
Il gioco è diffuso anche in ambito femminile: in Australia già prima della seconda guerra mondiale erano state formate squadre di donne nel XIII anche se senza riconoscimento della federazione.
L'Australia è campione del mondo sia a livello maschile che femminile, avendo vinto nel 2022 i più recenti campionati mondiali di entrambe le classi di competizione.

## Storia
Le squadre dell'Inghilterra settentrionale erano composte principalmente da operai o minatori, per i quali era assai difficile assentarsi dal lavoro; non essendo previsti rimborsi spese o altri compensi, era molto complesso per quei club formare delle squadre competitive. I club dell'Inghilterra meridionale, invece, presentavano giocatori provenienti dalle classi più agiate, che quindi non avevano problemi lavorativi.
Nel 1892 accuse di professionismo furono mosse dapprima contro il Preston, che aveva offerto denaro a due giocatori perché cambiassero club, poi ai club di Bradford e Leeds, Yorkshire, dopo che questi avevano ricompensato i giocatori che si erano assentati necessariamente dal lavoro per poter giocare.
Caratteristiche del terreno di gioco:
- 120 (100 senza le due aree di meta) per 68 metri
- Al centro del campo si trova la linea di metà campo (50 metri), mentre ogni dieci metri è presente un'ulteriore linea.
- Sulle due goal line, sono presenti le porte, che hanno la caratteristica forma ad 'H'.

Il 29 agosto 1895 i rappresentanti di ventuno club da Lancashire e Yorkshire si incontrarono all'hotel George di Huddersfield per deliberare il proprio abbandono della Rugby Football Union e fondare la Northern Rugby Football Union (NRFU) che sarebbe in seguito, nel 1922, diventata la Rugby Football League. Ancora oggi il 1895 è definito l'anno dello scisma che portò alla creazione di due distinte versioni del rugby: il rugby union (il tradizionale gioco a 15) e il rugby league (che, inizialmente anch'esso a 15 giocatori e con le stesse regole, divenne nel 1907 un gioco diverso, con tredici giocatori e regole diverse).
Agli inizi del XX secolo il rugby league si diffuse anche nel continente australe: nel 1905, George William Smith (membro degli Original All Blacks, che effettuarono una tournée in Gran Bretagna) venne a contatto con il gioco della NFRU e assieme all'imprenditore australiano James J. Giltinan discusse riguardo un'ipotetica diffusione del rugby professionistico in Oceania.
Nell'agosto del 1907, Sydney ospitò una riunione che decretò la nascita della New South Wales Rugby Football League, mentre qualche mese dopo una formazione di giocatori della Nuova Zelanda (noti come All Golds) disputò una serie di partite in Gran Bretagna in cui fu utilizzato il regolamento della NFRU.
In pochi anni, il rugby league si diffuse in buona parte del continente australe: nel 1909 fu fondata ufficialmente la New Zealand Rugby League, mentre nel 1924 prese vita la Australian Rugby League Board of Control, che qualche anno più tardi diventò la Australian Rugby League.
Negli anni trenta, il gioco raggiunse la Francia, paese in cui il rugby union stava attraversando un momento difficile: a causa di alcune accuse di professionismo, la nazionale francese era stata espulsa dal torneo delle Cinque Nazioni; per questo motivo, molti giocatori decisero di passare al rugby league.
Nel 1948 a Bordeaux fu ufficialmente fondata la Rugby League International Federation (RLIF), che ben presto diventò il massimo organismo mondiale della disciplina: nel 1954, la Francia ospitò la prima Coppa del Mondo (manifestazione vinta dal Regno Unito), precedendo di oltre trent'anni l'istituzione del medesimo trofeo per quanto riguarda il rugby union.
Accettando il professionismo sin dalla propria istituzione, il rugby league ha spesso attratto i giocatori di rugby union, una disciplina che è rimasta dilettantistica fino al 1995: per molto tempo, numerosi giocatori di rugby union passarono al rugby league, firmando contratti remunerativi; per indicare questo passaggio, in Gran Bretagna si utilizzava l'espressione to go North.
Tra i giocatori più celebri passati al rugby league, è d'obbligo una menzione per Jonathan Davies, celeberrimo mediano d'apertura della nazionale gallese degli anni ottanta.

## Regole
Nel 1907, i dirigenti della NFRU proposero alcune modifiche al regolamento del rugby union: una su tutte, la riduzione del numero di giocatori da 15 a 13; alcune di queste norme sono tuttora presenti nel regolamento moderno.

### Composizione squadre
Una squadra di rugby league è formata da 13 giocatori, divisi tra avanti e tre quarti: i primi sono contraddistinti dai numeri che vanno dall'8 al 13, mentre i secondi dai numeri che vanno dall'1 al 7.
Ecco la lista (e la relativa tabella con lo schema tattico) dei giocatori (sono riportati numero e ruolo).
1. Estremo
2. Ala destra
3. Centro destro
4. Centro sinistro
5. Ala sinistra
6. Mediano d'apertura
7. Mediano di mischia
8. Pilone
9. Tallonatore
10. Pilone
11. Seconda linea
12. Seconda linea
13. Terza linea

#### Tre quarti
I tre quarti sono generalmente i giocatori più veloci e agili di una squadra. Spesso sono i giocatori più creativi presenti in campo e sono in grado di finalizzare il gioco d'attacco grazie alle loro capacità di corsa, di passaggio e controllo del pallone, e infine di calcio. In fase difensiva sono placcatori di seconda istanza una volta rotta la linea degli avanti.
- Estremo (fullback): è l'ultimo baluardo difensivo ed è anche colui il quale recupera principalmente i palloni calciati dagli avversari. In attacco può giocare da supporto sfruttando la sua velocità oppure ricoprire un ruolo simile al mediano di mischia o a quello d'apertura.
- Ala (winger): le ali, destra e sinistra, sono solitamente i giocatori più veloci di una squadra in grado di finalizzare il gioco d'attacco segnando una meta. In fase difensiva coadiuvano l'estremo nei placcaggi e nel recupero dei palloni calciati.
- Centro (centre): i due centri sono solitamente posizionati all'esterno dei due mediani e all'interno delle ali, occupando la parte centrale del campo. Sono giocatori fisicamente prestanti e molto veloci, in grado di concretizzare il gioco d'attacco segnando loro stessi una meta oppure passando il pallone alle ali.
- Mediano d'apertura (five-eighth, stand-off half o pivot): insieme al mediano di mischia rappresenta il principale "playmaker" di una squadra. In attacco, nel gioco che coinvolge i tre quarti, rappresenta il secondo ricevitore in quanto riceve il passaggio dal mediano di mischia e quindi decide di proseguire l'azione offensiva coinvolgendo gli altri tre quarti oppure con un calcio.
- Mediano di mischia (scrum half o half back): il suo ruolo è molto simile a quello del mediano d'apertura e richiede ottime abilità di passaggio. Viene talvolta definito "primo ricevitore" dato che spesso è il primo giocatore che riceve il pallone dal tallonatore dopo un placcaggio. Il mediano di mischia ha anche il ruolo di introdurre il pallone durante una mischia.

#### Avanti
Gli avanti sono caratteristicamente i giocatori più pesanti e tendono a fare principalmente uso della loro forza durante le giocate come il drive, ovvero quando un giocatore in possesso del pallone parte in corsa cercando di forzare la linea difensiva avversaria. Gli avanti sono anche i giocatori che partecipano alla mischia.
- Pilone (prop): sono solitamente i giocatori fisicamente più grossi presenti sul campo e insieme al tallonatore costituiscono quella che viene definita prima linea.
- Tallonatore (hooker): il suo ruolo principale è quello di iniziare una nuova fase d'attacco dopo un placcaggio passando il pallone indietro con la pianta del piede. Può altresì correre lui stesso con il pallone oppure decidere di calciare. In mischia occupa la posizione centrale in prima linea, tra i due piloni posti ai suoi lati, ed è il giocatore che deve agganciare il pallone con i piedi dopo l'inserimento da parte del mediano di mischia.
- Seconda linea (second row): le moderne seconde linee sono giocatori mobili che tendono ad abbinare l'agilità tipica di un tre quarti con la forza di un avanti.
- Terza linea (loose forward o lock): è l'unica terza linea esistente nel rugby a 13. Questo ruolo richiede ottime doti atletiche, dovendo ricoprire l'intero campo di gioco durante la fasi d'attacco e di difesa. Le terze linee sono grandi portatori di palla e talvolta raccolgono loro stessi il pallone dopo avere vinto una mischia. Date le loro caratteristiche, spesso sono in grado di ricoprire anche il ruolo di mediano d'apertura.

### Il gioco
Nel rugby league, la squadra che detiene il possesso della palla è quella detta in attacco, indipendentemente dalla zona di campo in cui ci si venga a trovare.
Per certi versi, lo spirito del rugby league ricalca quello del football americano: quando una formazione guadagna il possesso di palla, ha a disposizione sei azioni/tentativi per varcare la linea di meta avversaria; nel momento in cui un giocatore viene placcato o fermato in piedi senza che abbia più alcuna possibilità di muoversi o di liberare il pallone, il gioco si ferma e la squadra in difesa è costretta ad arretrare di dieci metri; soltanto due giocatori (i cosiddetti marker) possono restare, uno dietro l'altro, vicino alla palla. Il giocatore placcato può quindi rialzarsi e far ripartire il gioco facendo rotolare il pallone all'indietro in favore di un compagno, in gergo tecnico definito dummy half, colpendolo con la suola della scarpa e dando il via, così, alla nuova azione.

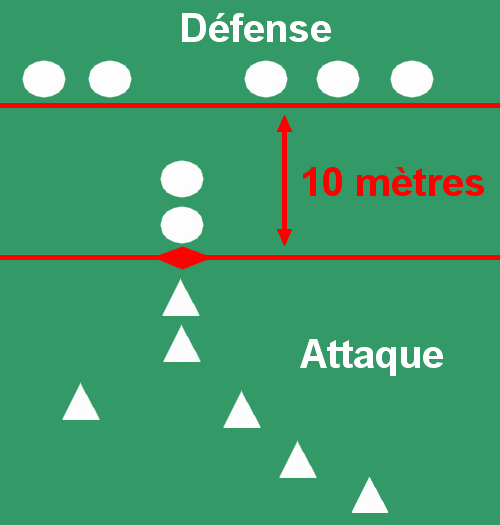
Schema illustrativo

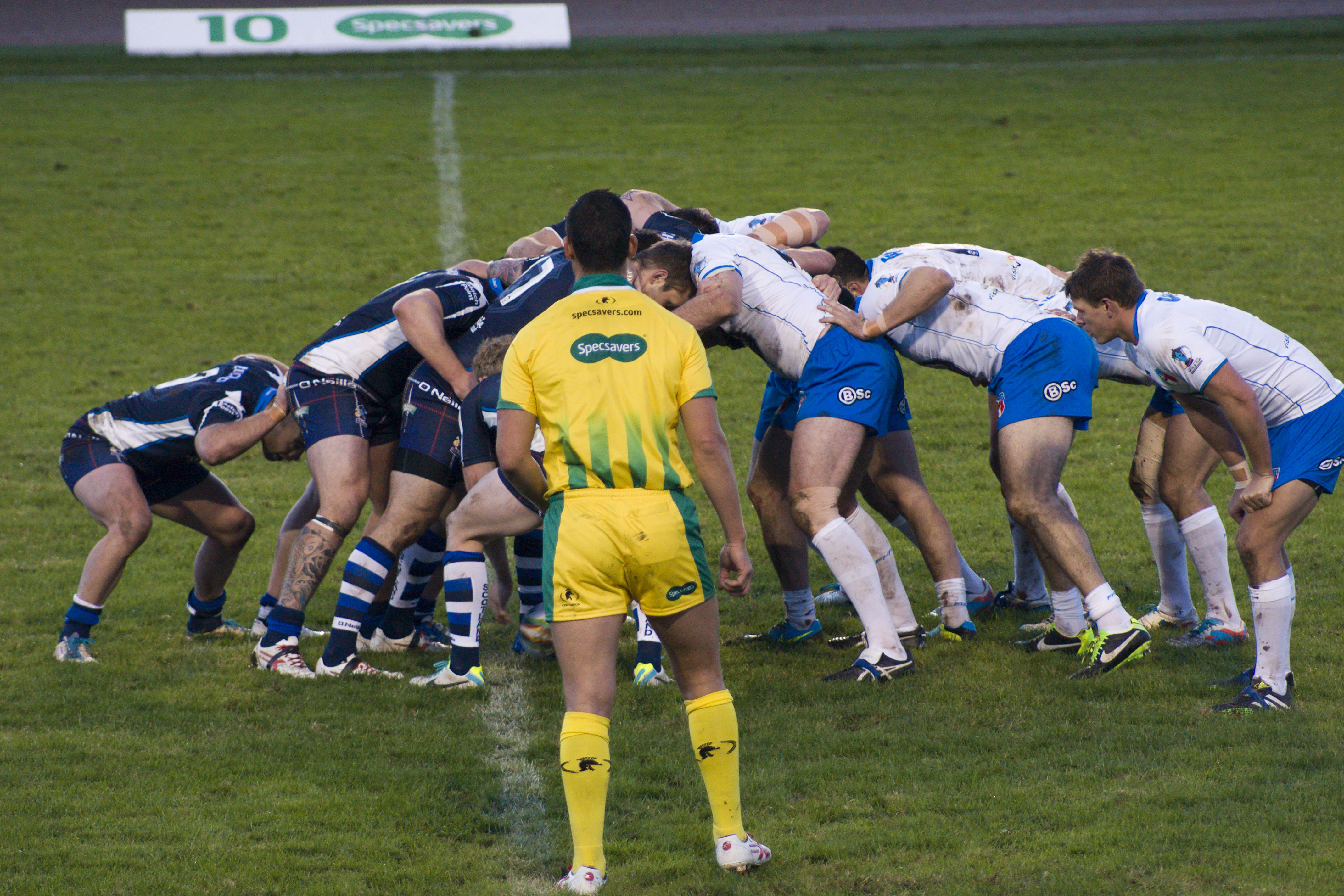
Mischia nel rugby a 13 durante - alla Coppa del Mondo 2013

Come nel rugby union, il passaggio in avanti è vietato, quindi la palla deve obbligatoriamente andare all'indietro oppure sulla stessa linea. Se dopo sei placcaggi (six tackle rule), la squadra in attacco non è riuscita a varcare la linea di meta avversaria, avviene il cambio di possesso e la palla passa all'altra formazione. Per facilitare il compito di giocatori e spettatori, l'arbitro grida ad alta voce il numero di placcaggi effettuati dai difensori: in questo modo, è possibile immediatamente sapere quanti tentativi restino ancora a disposizione. Solitamente al quinto tentativo, se la squadra in attacco ritiene di non potere segnare alcun punto a causa della posizione troppo arretrata, chi possiede il pallone effettua un calcio (punt) con lo scopo di guadagnare terreno di gioco alla ripartenza degli avversari.
Il rugby league presenta un diverso sistema di punteggio rispetto al rugby union:
- meta: 4 punti;
- trasformazione: 2 punti;
- calcio di punizione: 2 punti;
- drop: 1 punto.

Oltre al punteggio, ci sono altre differenze sostanziali tra le due forme di gioco: considerato che nel rugby league il placcaggio determina l'immediata fine dell'azione, non sono previsti ruck né maul; di conseguenza, la palla non è contesa tra i due schieramenti.
Il rugby league non prevede rimesse laterali: quando la palla esce dal campo perché calciata o portata fuori, si riprende a giocare con una mischia sulla linea dei 20 metri (rispetto a quella di bordo campo e parallela ad essa) all'altezza del punto di uscita. L'introduzione spetterà a chi non ha fatto uscire il pallone. Una regola tipica del rugby league è il cosiddetto 40/20, che si verifica quando un giocatore all'interno dei propri 40 metri calcia la palla in rimessa laterale all'interno dei 20 metri avversari: se la palla rimbalza in campo (e non è toccata da alcun giocatore) prima di uscire, l'arbitro assegnerà una mischia (e, conseguentemente, altri 6 ulteriori tentativi) alla squadra che ha calciato sulla linea dei 20 metri, perpendicolarmente al punto in cui la palla è uscita. Se l'ovale dovesse uscire senza rimbalzare, la mischia sarà assegnata all'altra squadra nel punto in cui la palla è stata calciata.
Se il pallone è calciato fuori lateralmente a seguito di un calcio di punizione, il possesso rimarrà alla squadra in attacco che riprenderà il gioco battendo un calcio libero sulla linea dei 10 metri (rispetto a quella di bordo campo e parallela ad essa) in linea con il punto di uscita.
Il rugby league prevede le mischie, che generalmente vengono assegnate quando una squadra commette un in avanti: sebbene il regolamento non vieti ai partecipanti ad una mischia di spingere per tentare di guadagnare il possesso del pallone, nel gioco moderno si preferisce evitare di farlo, un po' per esigenze tattiche, un po' per consuetudine.
Quando viene assegnato un calcio di punizione, la squadra che ne usufruisce ha a disposizione tre possibili scelte:
- calciare la palla in mezzo ai pali e guadagnare 2 punti;
- calciare la palla in rimessa laterale. Conseguentemente avrà a disposizione il possesso dal punto in cui il pallone è uscito e altre sei azioni per varcare la linea di meta avversaria;
- toccare la palla con il piede (o farle toccare velocemente il terreno) e ripartire con il conto delle azioni.

Una partita di rugby league è divisa in due tempi da 40 minuti l'uno.

## Nazioni

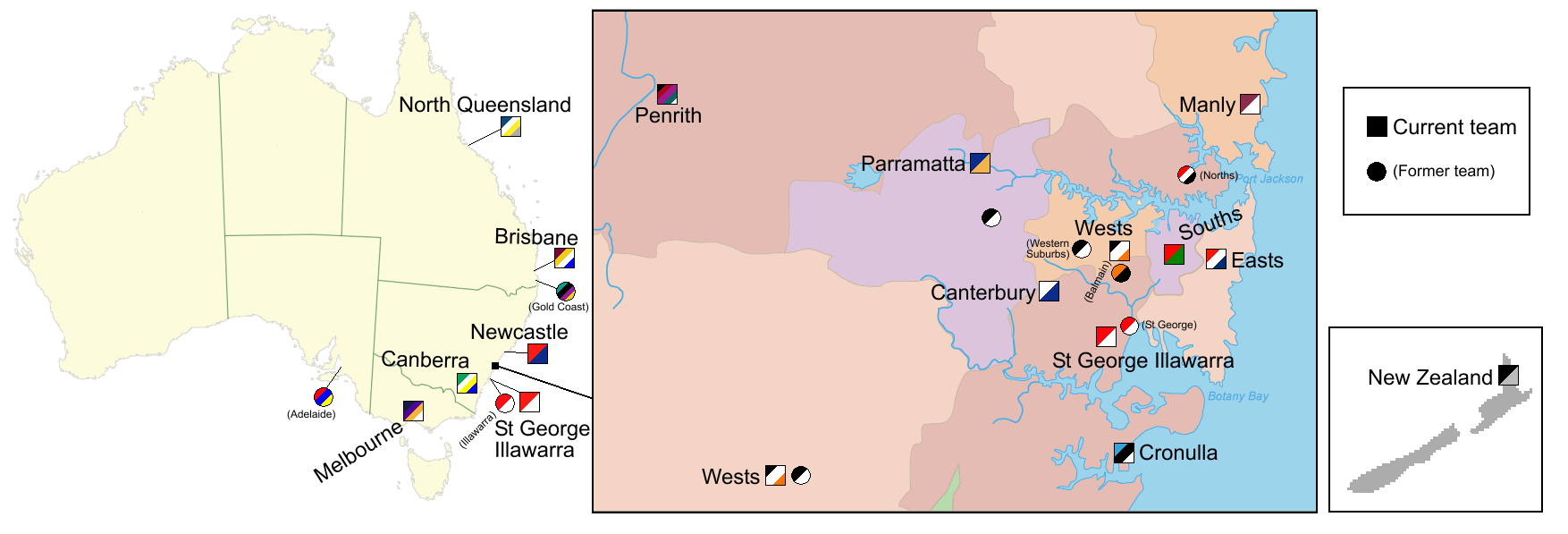
L'ubicazione delle squadre della National Rugby League

Il rugby league è praticato in maniera professionistica in Inghilterra, in Australia e in Nuova Zelanda: i maggiori campionati nazionali sono la National Rugby League in Oceania (vi partecipano quindici squadre australiane e una neozelandese) e la Super League in Inghilterra: in quest'ultimo torneo gioca anche una squadra francese. Degno di nota è anche il campionato francese Élite 1. In Australia ha un notevole seguito anche lo State of Origin, una serie di tre partite che vede contrapposte una rappresentativa del Nuovo Galles del Sud contro una selezione del Queensland.
In Italia il rugby league comparve negli anni quaranta e anni cinquanta grazie all'influsso di giocatori e tecnici francesi: nel 1960 il movimento ha iniziato a perdere consistenza per poi scomparire in breve tempo. Nel 1961 il Casale Rugby si aggiudica il titolo di Campione d'Italia.
Nel 1995, due giocatori italo-australiani ossia Mick Pezzano e John Benigni hanno deciso di riformare una nazionale e una federazione italiana, l'Italian Rugby League, successivamente inglobata nella Federazione Italiana Rugby League. In questi ultimi anni, sono state organizzate numerose manifestazioni per diffondere anche in Italia questa disciplina sportiva.

## Manifestazioni internazionali
Grande interesse è rivolto alle manifestazioni internazionali: i primi test-match tra Regno Unito, Australia e Nuova Zelanda, risalgono al primo decennio del Novecento.
Il 27 agosto 1908 iniziò la tradizionale serie tra Gran Bretagna e Australia, che divenne famosa come The Ashes Series (mutuando il termine dalla identica serie di cricket). L'ultima Ashes Series è stata disputata nel 2003.
Un'altra manifestazione molto importante è il Four Nations, che prevede la partecipazione delle tre nazionali di Australia, Nuova Zelanda e Inghilterra, più un'altra nazionale ogni anno diversa: la prima edizione è stata disputata nel 1999, quando allora la competizione era chiamata Tri Nations, mentre a partite dal 2009 è stato inaugurato il nuovo formato con quattro squadre dopo l'invito fatto alla Francia.
La competizione più importante resta tuttavia la Coppa del Mondo, che si disputa dal 1954 anche se a intervalli non regolari: dieci delle quattordici edizioni sono state vinte dall'Australia, tra cui sei consecutive dal 1975 al 2000, mentre tre sono state appannaggio della Gran Bretagna e una della Nuova Zelanda. L'ultima edizione disputata nel 2017 è stata vinta dall'Australia.
Assieme a Gran Bretagna, Australia, Nuova Zelanda e Francia, il rugby league riscuote un discreto successo in altri paesi quali Tonga, Samoa, Figi e Papua Nuova Guinea. La RLIF sta cercando di sviluppare il rugby league in alcune nazioni quali Italia, Germania, Grecia, Paesi Bassi, Serbia, Spagna, Russia, Argentina, Sudafrica, Libano, Marocco, Nigeria, Canada e Giamaica.
Tra le maggiori competizioni internazionali disputate in Europa spiccano la Coppa d'Europa, trofeo inaugurato nel 1935 e vinto 14 volte dall'Inghilterra, e il Campionato europeo B istituito nel 2006 dalla RLEF, la federazione europea di rugby a 13, allo scopo di promuovere questo sport nel resto d'Europa. Nella regione oceanica degna di nota è la Pacific Cup.